# إيفاريستو مارتيلو باومان
كان إيفاريستو مارتيلو إي باومان ديل نيرو نونيز إي زوازو موندراغون، المركيز ال 6 لألميراس (1850 - 1928)، أرستقراطيًا وكاتبًا وسياسيًا إسبانيًا. عرف باومان بشكل رئيسي كشاعر ساهم في بروز اللغة الغاليسية والذي يصنف من بين أبطال ما سمي فترة ريكسورديمينتو. رأى مارتيلو في اللغة الغاليسية لغة ملكية للحكام القدماء، ضمن إطار الأساطير القلطية، وعارض مفهوم الغاليسية كلهجة شعبية ريفية. انخرط مارتيلو في بعض المنظمات التي ارتبطت بالثقافة الغاليسية وكان عضوًا في الأكاديمية الملكية الغاليسية. سياسيًا، أيد مارتيلو القضية التقليدية وشغل منصب زعيم المنظمة الكارلية الإقليمية في قرجيطة، ولم ينخرط مطلقًا في حملة بناء القومية الغاليسية.

## العائلة وسنوات الشباب
كان مارتيلو ينحدر من عدد من الأسر الغاليسية القديمة، ولو أن خط الأسرة صاحب المكانة الأعلى كان خط جداته. كانت أسرة مارتيلو تنحدر من فرنسا، وكان لويس مارتيلو دي ليما نونيز، الجد من جهة الأب، مالك أراض لاتشي وشغل العديد من المناصب المحلية الرسمية. وكانت الجدة من جهة الأم، جوزيفا نونيز روميرو، على امتداد خط موسكوسو قريبة فارس القرن الخامس عشر كوندي دي ألتاميرا. تزوج الجد من جهة الأم خوان باومان ديل نيرو ماريانا زوازو فاجاردو، التي كان والدها، أنتونيو زوازو دي موندراغون إي ريندون، عضو مجلس بلديات قرجيطة. في عام 1780، جعله كارلوس الثالث مركيز ألميراس، وطالب أيضًا بلقب فيزكوندي دي أنديرو. كانت أمه وريثة أسرة فاجاردو، ملاك أراضي ريانتشو، وكانت أيضًا قريبة من بعيد ل «سيد وشاعر البحر المحيط» بايو جوميز تشارينو و لكونديس دي ترابا. 
كان والد إيفاريستو رامون مارتيلو نونيز دي ليس روميرو إي دي موسكوسو (1804 - 1873) جنديًا ورجل قضاء، وشغل منصب زعيم سياسي لمقاطعة قرجيطة في الأربعينيات من القرن التاسع عشر وكنائب في برلمان إسبانيا بين عامي 1854 و1856. توفيت الأم، ماريا دولوريس باومان دي نيرو زوازو دي أندرادي فاجاردو إي سوتومايور (1815 - 1850) بعد 6 أيام من ولادتها لابنهما الوحيد. ونظرًا إلى أن والده لم يتزوج مجددًا، كبر إيفاريستو كوريث وحيد للعديد من الملكيات الواقعة في كافة أنحاء غاليسيا، وكان من بينها «كاسا دو بومبال» في بوانو و «أو تشارينو» أو «كاسا دي فاكساردو»، والذي سيعرف لاحقًا ب «بازو دو مارتيلو» في ريانكسو، و «بيت أركو» في لاتشي و «سولار دوس أنديرو» في كامبري و «قصر ألميراس» في قرجيطة، وبشكل خاص قلعة دي فيميانزو.
أمضى إيفاريستو السنوات الأولى من طفولته بين لاتشي وريانكسو وفيميانزو. وتردد بين عامي 1862 و1868 على معهد سيغوندا إنسينانزا المحلي في قرجيطة وعلى مدينة سانتياغو دي كامبوستيلا، وحصل على بكالوريوس في الفنون في عام 1868. ودخل في السنة نفسها الأكاديمية البحرية في فيرول، إلا أنه تخلى عن مسيرته العسكرية بعد أن نال ترقية إلى رتبة ملازم ثاني. ومن ثم دخل كلية القانون في سانتياغو، إلا أنه ترك الجامعة، في أعقاب وفاة والده، في السبعينيات من القرن التاسع عشر ليدير شؤون الأسرة اقتصاديًا. وأكمل تعليمه الأكاديمي في عامي 1888 و1889، حين اختص في القانون.
في عام 1873، تزوج مارتيلو جوزيفا دي لا مازا إي أغار (1852 - 1932)، ابنة رئيس مقاطعة بونتيفيدرا رامون دي لا مازا إي كويروغو، وكانت قريبة من جهة والدتها لأغار إي رولدان لكوندي دي تابلادا. عاش الثنائي في العديد من ملكيات الأسرة، وخلال فصول الشتاء في منزلهما في قرجيطة، وخلال فصول الصيف في قلعة فيميانزو. كان لدى الزوجان 3 أولاد، ولدوا بين عامي 1874 و1880، وتوفي الولد الأصغر عن عمر السنتين، في حين لم يصبح الولدان الآخران، دولوريس ورامون مارتيلو إي دي لا مازا باومان ديل نيرو إي أغار، شخصيات عامة. ولم يصبح كذلك أيضًا أحفاده، والأكثر شهرة من بين أبناء أحفاده المحامي مارسيال مارتيلو دي لا مازا غارسيا. وهو أيضًا المركيز الحالي لألميراس، وهو اللقب الذي طالب به مارتيلو في عام 1920 وحصل عليه.

## كاتب

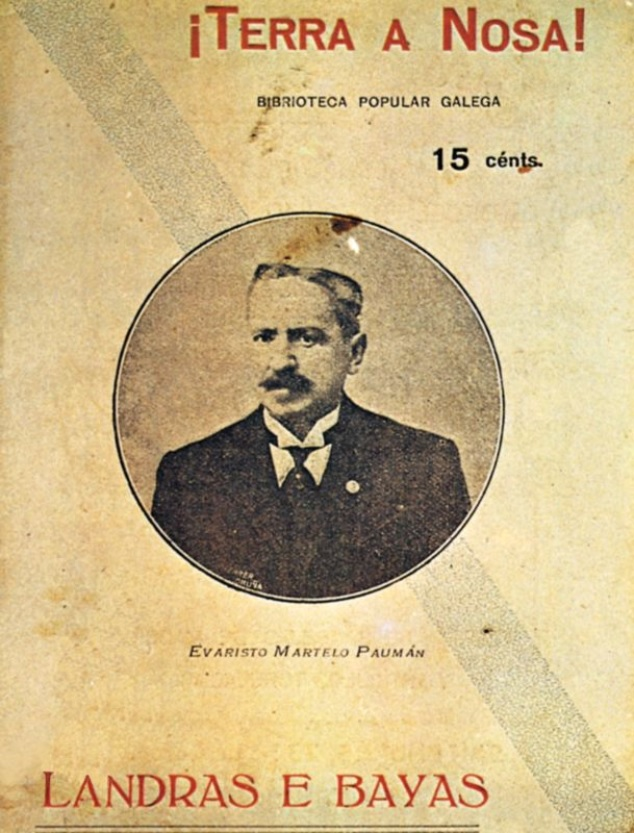
لاندراس باياس

اشتهر مارتيلو كشاعر. ونشر 6 مؤلفات: قصائد كلامية (عام 1871 باللغة الإسبانية) وأوس أفيليادوس دو ديمو (عام 1885 باللغة الغاليسية) وليريكاس غاليغاس (عام 1894 باللغة الغاليسية) إل سيغلو إكس إكس كواترو فيرداديس (عام 1902 باللغة الإسبانية) ولاندراس إي باياس (عام 1919 باللغة الغاليسية) وأنديرو بويما هيستوريكو بريغانتينو دا يونيون إيبريكا (عام 1922 باللغة الغاليسية). نظرًا إلى أن مارتيلو بدأ بكتابة الدوريات منذ طفولته، فمن غير الممكن التعرف على أقدم مساهماته الشعرية، وتظهر كتاباته الموقعة باسمه في الصحافة المحلية على امتداد 40 عامًا، وتحمل عناوين متعددة مثل غاليسيا وسانتياغو وفولاس نوفاس وكورونا موديرنا وبوليتين أوفيسيال ديل سينترو غاليغو وريفيستا غاليغا وإل إديال غاليغو وإل كومستيلانو. وألف مارتيلو أيضًا دراما باللغة الغاليسية، رينتار دي كاستروميل، والتي مثلت فعليًا في قرجيطة في عام 1904، وكتب أيضًا عددًا من المقالات ودليلين قضائيين. وبقيت بعض قصائده مخطوطات. 
يحدد باحث معاصر 6 خطوط رئيسية لشعر مارتيلو. وكانت أشعاره العاطفية بمعظمها تأملات في الأسرة والحياة والحب والسعادة. وكانت قصائده الاجتماعية والوطنية تدور حول الدفاع عن حقوق الفورو والتضامن الاجتماعي والقيم المتعلقة بالتقاليد وعن الكارلية، وكانت غالبًا موجهة بشكل علني ضد الليبرالية والتجانس، وكانت توزع من مدريد.
وتمثل الأعمال التي تصنف ضمن نمط «الواقعية التقليدية» تمجيدًا للحياة والعادات الريفية، وتحرض ضد التمدين والتغيير المتقدمين الذين يفككان النظام الزراعي القديم. وتستهدف الكتابات التي تتبنى نبرة ساخرة أولئك الذين كانوا ينشرون اللهجات الغاليسية البدائية والشعبية وتشكل جزءًا من صوت مارتيلو في نقاشه لدور ومستقبل اللغة الغاليسية. وتشكل التحيات للنبلاء والفضائل الأرستقراطية المرتبطة بهم بحد ذاتها خطًا منفصلًا. في النهاية، تروج القصائد التاريخانية لسرديات تعود إلى الماضي الإقليمي، وغالبًا ما تكون محملة بشدة بالميثولوجيا السلتية. 
اتخذ شعر مارتيلو صيغًا عديدة: من السونيته إلى الإبيجراما والترنيمات والقصائد السردية والساخرة، على الرغم من أن مارتيلو كان يحظى بالتقدير بشكل رئيسي لأشعاره البريغابالينية. كشاعر اعتبر «نتاجه غير غزير»، استلهم مارتيلو بشكل رئيسي بوندال، ويشار إليه بأنه «استمرار لفلسفة الجمال عند بوندال»، مع إشارة خاصة إلى الميثولوجيا السلتية وماضي غاليغو البطولي كعنصرين رئيسيين في شعره. ويمنح بعض الباحثين مارتيلو مكانة ضمن تقليد «برد وأوسيان والسلتية»، ويركز آخرون على الروح الأرستقراطية والوطنية ويسمونه «مثاليًا هيدالغويًا»، ويسميه البعض «شاعر التقاليد» ويشددون على العناصر الكارلية. يزعم مؤرخ للأدب الغاليسي أنه كان مغن متأخر للغاليسية التقليدية الريفية الأبوية، وجزء من مجتمع إيبيري أكثر منه إسباني، وكان هدفه تمجيد الماضي وإغناء الشخصية الغاليسية. مع ارتباطه بالتجمعين المحليين الهامشيين إسكولا كورنيسا وإسكولا فورماليستا، اعتبر شعر مارتيلو من ناحية الأسلوب أقرب للرمزية، ولا سيما الساودوسيسمية، والتي اعتبرت في حالته تعبيرًا خاصًا عن البعثية الأدبية في إسبانيا، وحين نوقش ضمن إطار شعري واسع، صنف مارتيلو بين الساودوسيسمية وجيل 98.

## منظر وناشط ومسؤول
كان مارتيلو بطل فترة ريكسورديمينتو غاليغو كمنظر أيضًا، ونشر مقالات جديدة عن اللغويات وقضايا متعلقة بها. وشكل جزءًا مما سمي «الكلتيين»، التي كانت مجموعة قاربت الغاليسية كلغة ملكية للحكام المحليين القدماء، وعارضت ما سمي ب «الشعبويين» الذين رأوا في الغاليسية لهجة شعبية سائدة. ولمصلحة تطوير اللغة القياسية، أيد سن القوانين من قبل الأكاديميات ضد ترقية اللهجات المحكية إلى لغات قياسية، وروج ل «الغاليسية البيرغانتية النقية من اللهجات العامية». وعارض الكلمات المستحدثة وهجمات الإسبانية أو البرتغالية على حد سواء، ولو أنه أيضًا كان يدخل اختراعات لغوية خاصه به قيل إنها قد اكتشفت مرة أخرى من المفردات القديمة.
منذ عام 1893 انخرط مارتيلو في إ كوفا سيلتيكا، التي كانت مجموعة غير رسمية من المثقفين في قرجيطة كانوا يسعون إلى بناء ثقافة غاليسية مكونة من أحرف. وأقام صداقات مع العديد من الغاليسيين، وبشكل خاص مانويل مورغويا وإدواردو بوندال، وأصبح بعضهم «دائرته المعتادة». والتزم مارتيلو لفترة قصيرة بصعود الرابطة الغاليسية. في أوائل العقد الأول من القرن العشرين تعاون مارتيلو مع إسكولا ريكسيونال دي ديكيلاماسيون التي كانت برعاية كوفا، على الرغم من أنه حاول إحياء الحياة الأدبية أبعد من دوائرها. حين أسست الأكاديمية الملكية الغاليسية في عام 1906، ساهم مارتيلو في كتابة مسودة قوانينها وأصبح عضوها المراسل. ومنذ أواخر العقد الثاني من القرن العشرين، اعتبر مرشحًا ليصبح عضوًا في مجلسها الأكاديمي، وهو ما حصل بالفعل في عام 1921 حين دخل الأكاديمية الملكية الغاليسية ملقيًا محاضرة عن بوندال.